# Miki (Hyōgo)
Miki  (japanisch 三木市, -shi) ist eine Stadt in der Präfektur Hyōgo in Japan.

## Geographie
Miki liegt nördlich von Kōbe.

## Geschichte
Miki ist eine Burgstadt aus dem 14. Jahrhundert. Sie war bekannt für Webereigeräte, Messerherstellung und Reis, der für die Sake-Brauerei geeignet ist. Die Stadt Miki wurde am 1. Juni 1954 aus den ehemaligen Gemeinden Miki, Bessho, Hosokawa und Kuchiyokawa gegründet.
Heute schließt sich Miki an die Wohngebiete Kōbes an.

## Sehenswürdigkeiten
- Reste der alten Burg Miki in den Bergen.
- Der Tempel Daikei-ji ist der 26. Tempel des Neuen Saigoku-Pilgerwegs.

## Verkehr

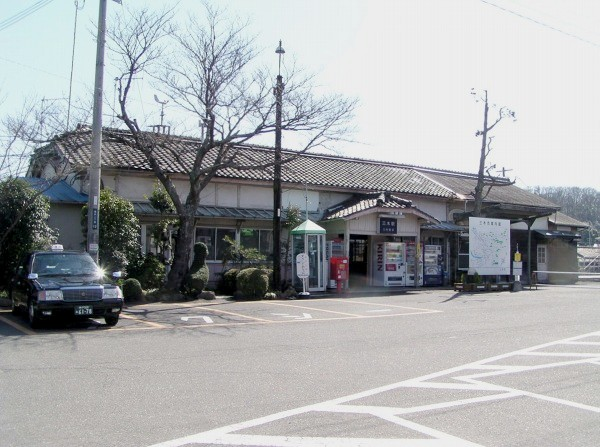
Bahnhof Miki

- Straße
  - Sanyo-Autobahn
  - Nationalstraße 175,428
- Zug
  - Miki-Eisenbahn
  - Kobe-Eisenbahn

## Angrenzende Städte und Gemeinden
- Kōbe
- Sanda
- Ono (Hyōgo)
- Kakogawa
- Katō (Hyōgo)

## Persönlichkeiten
- Yūta Inagaki (* 1992), Fußballspieler
- Yūki Kagawa (* 1992), Fußballspieler
- Yūya Tsuboi (* 1999), Fußballspieler